# Kloster Selz
Das Kloster Selz im Elsass war ein 991 gegründetes, St. Peter und Paul geweihtes Reichskloster der Benediktiner, das 1307 verlegt und 1481 zu einem Kollegiatstift umgewandelt wurde.

## Geschichte

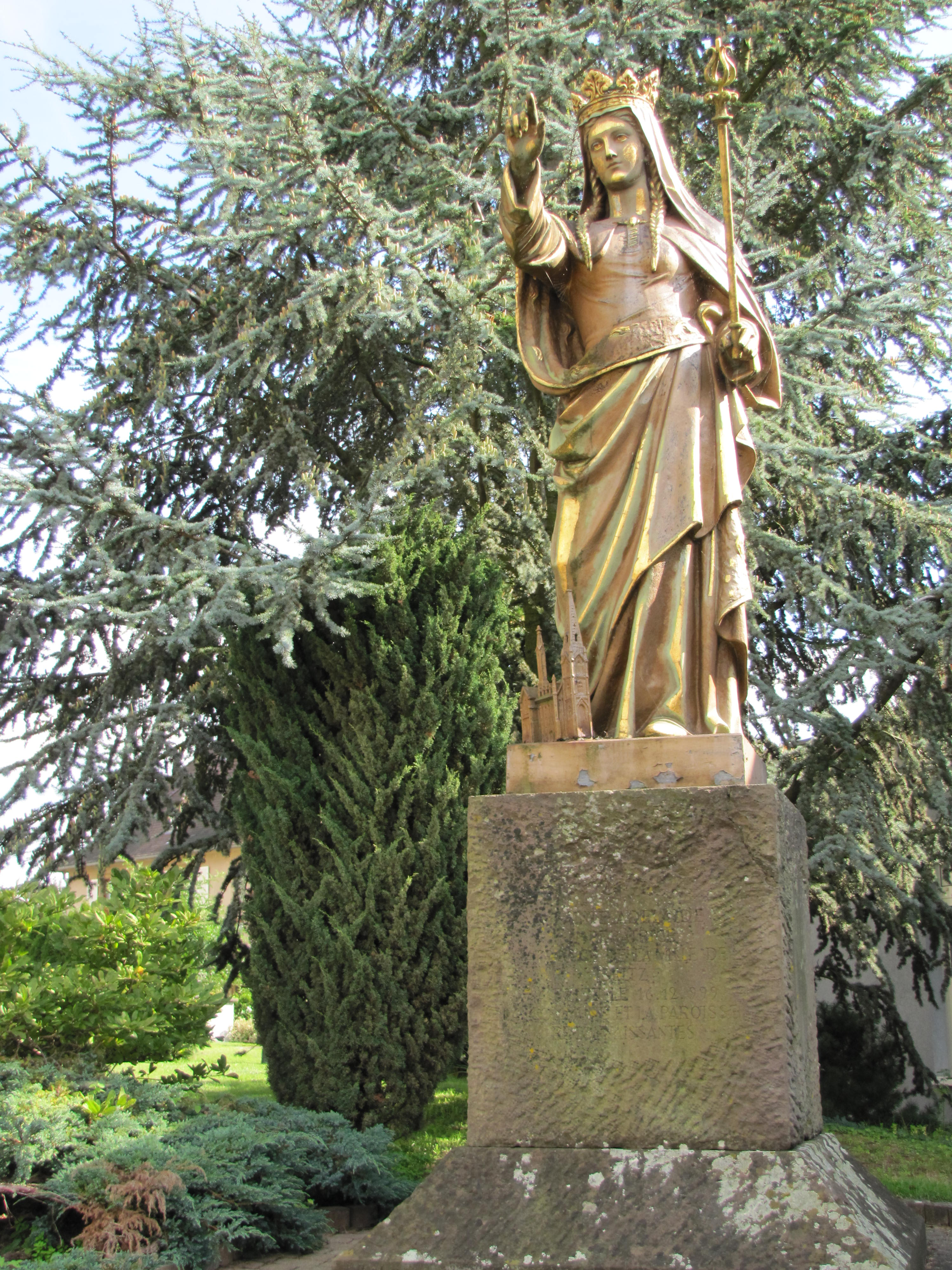
Statue der Kaiserin Adelheid

Das elsässische Peterskloster Selz, nördlich von Straßburg gelegen, war eine Gründung der Kaiserin Adelheid, der Witwe Ottos des Großen und Großmutter Kaiser Ottos III. Die 991 gestiftete Gemeinschaft von Benediktinern wurde kurz danach mit Königsschutz und Immunität bei freier Abts- und Vogtwahl begabt (991/992). Das Kloster wurde 997 zur Grablege der Klostergründerin und stand bis ins ausgehende 11. Jahrhundert in engen Beziehungen zu den deutschen Königen und Kaisern. Der salisch-zähringische Ausgleich von 1097/1098 machte das Kloster zum Ort einer öffentlichen Bekundung des Friedens; damals gelangte die Selzer Klostervogtei an die Markgrafen von Baden. Das 11. Jahrhundert sah zudem Selz in den Klosterverband des burgundischen Cluny integriert, ab dem 12. Jahrhundert spielten die Beziehungen zum Papsttum eine wichtige Rolle. 1307 auf Grund einer Hochwasserkatastrophe nahe an die Stadt Selz verlegt, behauptete sich die Mönchsgemeinschaft zwischen den südwestdeutschen Territorien, bis sie 1481 in ein Kollegiatstift umgewandelt wurde.
Letzter Abt und erster Propst war Walther von Gemmingen, der im September 1501 starb.
Die Kurpfalz säkularisierte das Stift in der Reformationszeit. 1575 wurde es für wenige Jahre in eine Ritterakademie umgewandelt, zwei Jahre später jedoch wieder aufgehoben.